# Chororó-de-manu
Formigueiro-do-manu ou chororó-de-manu (Cercomacra manu) é uma espécie de ave da família Thamnophilidae.
Pode ser encontrada nos seguintes países: Bolívia, Brasil e Peru.
Os seus habitats naturais são: florestas subtropicais ou tropicais húmidas de baixa altitude.